# Gerhard Gloege
Gerhard Gloege (* 24. Dezember 1901 in Crossen an der Oder; † 15. April 1970 in Bonn) war einer der bedeutendsten deutschen evangelischen Theologen des 20. Jahrhunderts.

## Leben und Wirken

### Kindheit und Ausbildung (1901–1929)
Gloege verbrachte seine frühe Kindheit in Crossen. Sein Vater verstarb, als er 4 Jahre alt war. Als seine Mutter im Dezember 1912 starb, zog er zu seinem ältesten Bruder Georg nach Friedenau. Hier legte er 1920 die Reifeprüfung ab. Er studierte in Berlin und Marburg evangelische Theologie und besuchte das Predigerseminar Wittenberg unter Waldemar Macholz. Vikar war er im Michowitz (Steinkohlenrevier Schlesien). 1926 legte er das 2. theologische Examen ab und wurde Stadtvikar und 1927 Pfarrer in Bernau bei Berlin. Im gleichen Jahr heiratete er Elisabeth Biederstaedt und promovierte  bei Gerhard Kittel in Tübingen zum Dr. theol. Während einer Vertretung im Juli 1928 in Zepernick traute Gloege Margarete Boden und Heinrich Himmler.

### Lehrer der Kirche im Kirchenkampf und im Verborgenen (1930–1945)
Im Dezember 1929 wurde Gloege Dozent für Neues Testament der ersten staatlich anerkannten Kirchlichen Hochschule Deutschlands, dem Kirchlichen Auslandseminar in Ilsenburg (Harz).
In der heftigen Auseinandersetzung zwischen Karl Barth und Otto Dibelius baute Gerhard Gloege eine Brücke, die es wenig später ermöglichte, dass die beiden Kontrahenten in der Bekennenden Kirche zusammen agieren konnten.
Ende 1933 wurde Gloege als Studiendirektor des Predigerseminars und Gemeindepfarrer in Naumburg am Queis berufen. Im Zuge der Bildung einer Reichskirche ließ Reichsbischof Ludwig Müller am 15. März 1934 alle Predigerseminare Preußens schließen. Hatte Gloege sich in Ilsenburg den Deutschen Christen angeschlossen, so zerriss er nun vor seiner Gemeinde seine Mitgliedskarte und wirkte von da an in der Bekennenden Kirche mit. Das von Gloege formulierte „Wort des Schlesischen Kirchentages zu Breslau am 13. Mai 1934 an die Gemeinden und Pfarrer Schlesiens“ zeigte ihn als einen Verfechter einer klaren Trennung der Kirche von den Deutschen Christen und insbesondere ihrer Blut-Ideologie. Wie sehr dies zugleich ein Politikum war, blieb jedoch in Breslau offen. Nach dieser Synode wurde eine Erklärung an die Gemeinden Schlesiens versandt, die auch Gerhard Gloege unterzeichnete, in der es hieß: „Wir wollen keine Spaltung unserer Kirche … Wir bejahen die Verfassung der DEK von 1933 und erstreben in ihr Einheit und Zusammenfassung, aber vom Bekenntnis aus. Zum Frieden kann unsere Kirche nur kommen durch ein Kirchenregiment, das nicht nur das Bekenntnis schützt, sondern vom Bekenntnis aus handelt.“ Eine für den Lutheraner Gloege wichtige Klärung fand auf der Barmer Bekenntnissynode wenige Tage später statt, an der er als Berater im Theologischen Ausschuss teilnehmen durfte. Im April hatte er schon die Zusage des Pfarrernotbundes zur Gehaltsübernahme bekommen. In den folgenden Monaten ist Gloege oft für die Bekennende Kirche auf Vortragsreisen unterwegs. Am 15. Juli 1934 wurde er durch den preußischen Bischof Ludwig Müller seiner Ämter enthoben. Er und seine Kirchgemeinde gingen dagegen juristisch vor, letztlich jedoch ohne Erfolg. Als Ludwig Müller am 23. September 1934 im Berliner Dom als Reichsbischof eingeführt wurde, predigte Gloege in Betsche (Landkreis Lebus) und erklärt Müller als außerhalb der Kirche stehend.
Als im November 1934 die preußische Kirche das Predigerseminar mit einem neuen, den Deutschen Christen nahestehenden Leiter eröffnete, beschloss der Bruderrat der Bekennenden Kirche, unter der Leitung von Gerhard Gloege in Naumburg eine eigene Ausbildungsstätte zu etablieren. Zum ersten Kurs erschienen vor allem Kandidaten aus dem ehemaligen Predigerseminar Frankfurt/Oder. Sie mussten mit in die Wohnung von Gloeges ziehen, was die Polizei erfolglos zu verhindern versuchte. Zu diesem Zeitpunkt erklärte Bischof Otto Zänker, die schlesische Kirche auch im Widerspruch zum Evangelischen Oberkirchenrat zu leiten. Gloege fand bei seinem radikalen Kurs, allen staatlichen Einflüssen auf die Kirche zu widerstehen, vielfältige Unterstützung durch seine Naumburger Kirchgemeinde. Der Polizei- und Gestapo-Terror gegen Vertreter der Bekennenden Kirche in Schlesien nahm 1935 zu. Zeitweilig waren über 200 evangelische Pfarrer Schlesiens inhaftiert. Im März 1935 verfügte der Evangelische Oberkirchenrat die Absetzung Gloeges auch als Pfarrer von Naumburg. Doch Gloege blieb und auch der Seminarbetrieb ging weiter. Mit Bischof Zänker wurde eine Prüfungsordnung vereinbart, bei der die Verantwortung allein bei der Bekennenden Kirche lag, doch der inzwischen vermittelnde Landeskirchenausschuss setzte gegen den Bischof eine Prüfungsbehörde ein. Ganz im Sinne der Vierten Synode der Bekennenden Kirche konnte Gloege dieses nicht anerkennen, aber die Umsetzung wurde immer schwieriger (Einzug der Kirchkasse, Kündigung von Mitarbeitern am Predigerseminar, Inhaftierung von Kandidaten, u. a. Hans-Joachim Fränkel und des Sprechers der Schlesischen Vikare Herbert Mochalski, Telefonbeschlagnahmung, Verhöre). Gloege war in diesen Jahren viel unterwegs, um Familien und Gemeinden, deren Mitglieder inhaftiert wurden, zu unterstützen. Einen eindrücklichen Bericht gibt es über seine Visitation in Oberwalden, bei der er der Gemeinde und der Gestapo öffentlich ins Gewissen redete. Immer deutlicher erkannte Gloege die Dynamik der staatlichen Kirchenzerstörung.
Als der Lutherische Rat 1934 einberufen wurde, gehörte auch Gloege dazu. Im Dezember 1935 versuchte er den Lutherrat ohne Erfolg zu einer Aufgabe der Zusammenarbeit mit den vom Reichsbischof eingesetzten Kirchenausschüssen zu bewegen. Kurz darauf war er Zeuge der Spaltung der Bekennende Kirche bzw. des Reichsbruderrates auf der Vierten Synode der Bekennenden Kirche in Bad Oeynhausen. Ähnliches vollzog sich wenig später in der Bekennenden Kirche der Kirchenprovinz Schlesien. Gloege erklärte die Breslauer Synode, später Christophori-Synode genannt, zur „Pseudosynode“. Für die Erste Schlesische Bekenntnissynode, die auch Naumburger Synode genannt wird, formulierte er die radikale Positionsbestimmung „Von der Kirchengewalt“. Von den Schmalkaldischen Artikeln ausgehend lehnte Gloege und mit ihm alle anwesenden Synodalen jedes nicht im Priestertum aller Gläubigen begründete kirchliche Amt als häretisch ab. Von der Naumburger Synode wurde Gloege in den Schlesischen Bruderrat gewählt. In der Bekenntnissynode der Deutschen Evangelischen Kirche war er zugleich im Lutherischen Konvent. Hier hat er zusammen mit seinem Kollegen Hans Asmussen die Frage nach dem Verhältnis von Staat und Kirche und im Zusammenhang mit der Synode in Halle 1937 die Frage der Abendmahlsgemeinschaft innerhalb der Bekennenden Kirche reflektiert.
Im Juli 1937 beteiligte Gloege sich an der „Evangelischen Woche“ „im Kampf gegen den Mythus“ in Görlitz. Daraufhin wurde er verhört. Am 15. August wurde ihm ein reichsweites Redeverbot verkündet. In diesen Tagen meinte er, seinen Wirkungskreis durch Lehrtätigkeit an anderen kirchlichen Schulen auszubauen zu sollen. Das noch im gleichen Monat von Himmler erlassene Verbot aller „Ersatzhochschulen“ der Bekennenden Kirche machte auch diesen Weg immer schwieriger. Die Direktoren der Schulen, neben Gloege u. a. Dietrich Bonhoeffer, Hans Joachim Iwand, Hermann Schlingensiepen und der Pfarrernotbund ohne den inhaftierten Martin Niemöller, beschlossen, der Anweisung nicht Folge zu leisten, doch nun griff die Gestapo ein. Im Oktober begannen in Naumburg erneut 20 Kandidaten ihr Studium. Einer der Theologen wurde sogleich inhaftiert. Hatte Gloege anfangs wohl mit Erfolg gegen seine Amtsenthebung geklagt, so erklärte im September das Amtsgericht Berlin sie doch als gültig. Dem folgten der Räumungsbefehl und weitere Auflagen. Der Gemeindekirchenrat stellte sich hinter Gloege und erklärte seine Wohnung zur Pfarrwohnung. Daraufhin wurde er aus Naumburg ausgewiesen. Am Tag der angesetzten Zwangsräumung war Assessor Friedrich Justus Perels bei ihm. Es folgten mehrere Polizei-Verhöre und am 30. Januar 1938 musste Gloege aufgeben. Im Gottesdienst erklärte er, dass das „letzte preußische Bekenntnis-Seminar“ zerschlagen sei. Nun folgte die Ausweisung aus Schlesien. Ab März war Gloege zusammen mit Frau und beiden Kindern bei Angehörigen in Eberswalde. Nach seiner persönlichen Intervention bei der Geheimen Staatspolizei bekam er die Erlaubnis, wieder eine Pfarrstelle zu übernehmen. In der Zwischenzeit und später in Erfurt übersetzte er aus der lateinischen Vorlesung Martin Luthers zu den Stufenpsalmen von 1533 den Abschnitt zum Psalm 127.
Im November 1938 wurde Gloege als erster Pfarrer an der Predigerkirche in Erfurt gewählt.  Seine Anstellung war mit verschiedenen Auflagen verbunden, die sein öffentliches Auftreten deutlich einschränkten. So wirkte er vor allem als Seelsorger. Dabei unterstützte er u. a. die Mutter des zum Tode verurteilten Pazifisten Richard Felix Kaszemeik. Gloege war aufgrund gesundheitlicher Einschränkungen vom Wehrdienst freigestellt.

### Zwischen den Fronten des Kalten Krieges (1945–1961)
Nach Kriegsende gehörte Gloege zur Vorläufigen Kirchenleitung der Evangelischen Kirche der Kirchenprovinz Sachsen und wurde Propst in Erfurt. Zugleich war er mit den Verhandlungen mit der Sowjetischen Militär-Administration für den Raum Erfurt-Weimar beauftragt. 1946 war in Erfurt ein Zwischenlager für Häftlinge, die in die Sowjetunion gebracht wurden. In Verhandlung mit seinen russischen Gesprächspartnern erwirkte Gloege für mehrere, darunter auch für Gerhard Lotz, die Freilassung. Bei den Thüringer Feierlichkeiten zum 400. Todestag Martin Luthers hielt Gloege den Festvortrag. Kurz nach dem Krieg musste befürchtet werden, dass die Theologische Fakultät an der Friedrich-Schiller-Universität Jena aus Mangel an geeigneten Lehrkräften nicht wieder ihre Arbeit aufnehmen könne. Im Sommer 1946 wurde Gloege als Professor für Systematische Theologie vorgeschlagen und berufen. Er war bis 1947 noch zugleich Propst zu Erfurt. Erst nach drei Semestern Lehrbetrieb hielt er am 5. Juni 1948 seine Antrittsvorlesung "Der Heilsplan Gottes als geschichtstheologisches Problem". Damit zielte Gloege weit über den akademischen Betrieb, denn die Weltversammlung der Kirchen in Amsterdam im August des Jahres fand unter dem Thema „Die Unordnung der Welt und Gottes Heilsplan“ statt.
Zeitweilig nahm er eine Gastprofessur in Halle wahr. Berufungen nach Leipzig und Tübingen lehnte er ab. Zusammen mit Wilfried Joest, Regin Prenter (Aarhus) und Edmund Schlink gab er ab 1955 die lutherische Fachzeitschrift Kerygma und Dogma heraus, war Mitherausgeber der Theologischen Literaturzeitung und des bedeutenden theologischen Lexikons Religion in Geschichte und Gegenwart (RGG), in der 3. Auflage. Zusammen mit Claus Westermann gab er eine Einführung in die Bibel heraus, die sich großer Beliebtheit erfreute.

### Letzte Lebensjahre
Gloege nahm im April 1961 einen Ruf an die Universität Bonn als Nachfolger von Hans Joachim Iwand an. Die DDR-Führung gestattete seine Übersiedlung.
Auf der Tagung des Lutherischen Weltbundes 1963 – während des Zweiten Vatikanischen Konzils – hielt Gloege den Hauptvortrag zur Bedeutung der Rechtfertigungslehre heute. 1967 wurde er emeritiert.

## Ehrungen
- 1953 Ehrendoktor der Theologischen Fakultät der Ruprecht-Karls-Universität Heidelberg
- 1959 Ehrendoktor der Theologischen Fakultät der University of Glasgow

## Veröffentlichungen (Auswahl)
- Reich Gottes und Kirche im Neuen Testament (Neutestamentliche Forschungen 4). Gütersloh 1929; Darmstadt 21968.
- Übersetzung: Martin Luther: Von der Menschwerdung des Menschen. Eine akademische Vorlesung über den 127. Psalm. Mit Einführung und Nachwort. Göttingen 1940
- Übersetzung: Ph. S. Watson: Um Gottes Gottheit (Let God be God). Eine Einführung in Luthers Theologie. Aus dem Englischen übersetzt und bearbeitet. Berlin 1952.
- Mythologie und Luthertum. Systematisch-theologische Erwägungen zum Problem der Entmythologisierung (= Luthertum 5). Berlin 1952, 1953², 1961³.
- Politia divina. Die Überwindung des mittelalterlichen Sozialdenkens durch Luthers Lehre von der Obrigkeit. Festgabe für Karl Heussi, in: Wissenschaftliche Zeitschrift der Universität Jena 6, 1956/57, Gesellschafts- u. sprachwissenschaftliche Reihe, H. 5, S. 445–464.
- Zur Prädestinationslehre Karl Barths. Fragmentarische Erwägungen über den Ansatz ihrer Neufassung. In: Kerygma und Dogma II (1956), S. 193–217 und S. 233–255.
- Zur Versöhnungslehre Karl Barths (KD IV/3, 1 u. 2). In: Theologische Literaturzeitung 85 (1960), S. 161–186.
- Aller Tage Tag. Unsere Zeit im Neuen Testament. Kreuz, Stuttgart 1960 (zahlreiche weitere Ausgaben bis 1990; Übersetzungen: The Day of His Coming. S.C.M. Press, London 1963 [u.ö.]; Giorno di tutti i giorni. La Bibbia per l'uomo d'oggi. Nuovo Testamento. 1993 [u.ö.]; A Biblia titkai. Bevezetés a Bibliába. Budapest 1997).
- Gnade für die Welt. Kritik und Krise des Luthertums. Göttingen 1964.
- Theologische Traktate. Vandenhoeck & Ruprecht, Göttingen
  - Bd. 1: Heilsgeschehen und Welt. 1965
  - Bd. 2: Verkündigung und Verantwortung. 1967
- Thesen zu Luthers Zwei-Reiche-Lehre, in: Festschrift für Hermann Kunst, Berlin 1967, S. 79–90 und in: Wort und Gemeinde (Festschrift für Erdmann Schott), Berlin 1967, S. 67–75.